# Molvanîa

Drapelul Molvaniei

Molvanîa (cu subtitlul A Land Untouched by Modern Dentistry; română O țară neatinsă de stomatologia modernă) este o carte de parodie a ghidurilor turistice, scrisă de australienii Tom Gleisner, Santo Cilauro și Rob Sitch. Cartea prezintă țara fictivă Molvanîa, din Europa de Est, și a fost criticată pentru promovarea stereotipurilor rasiste contra europenilor de est.

## Despre Molvanîa
Republica Molvanîa e compusă din multe din cele mai rele stereotipuri și clișeuri despre Europa de Est cunoscute în Australia. Locația exactă a Molvaniei nu este specificată niciodată în carte. Totuși se spune că are hotar comun cu Germania, Slovacia, Slovenia, Ungaria și România. Numele și forma țării, inclusiv subdiviziunile sale, sugerează o similitudine cu Republica Moldova (precum și descrierea autorilor că ar fi "undeva între România și Cernobîl"); ea poate reprezenta de asemenea o țară compusă din părți ale Ungariei, Cehiei, Croației, Serbiei, Slovaciei și uneori Austria și Polonia). Cartea menționează bulgarii, maghiarii și moldovenii drept locuitori ai țării: "Populația Molvaniei constă din trei grupuri etnice majore: bulgii (68%) care predominant locuiesc în centru și sud, ungarii (29%) care locuiesc în orașele de nord, și molvenii (3%) care în principal pot fi găsiți în închisori."
Cartea descrie națiunea ca fiind sfâșiată de războaie civile și tulburări etnice pentru o lungă perioadă din istoria sa. În cele din urmă, părțile beligerante s-au unit într-un singur regat, condus de o serie de regi despotici și cruzi. La sfârșitul secolului al 19-lea monarhia a fost răsturnată, dar familia regală a rămas populară în exil. Pe durata celui de-al doilea Război Mondial țara s-a aliat cu Germania Nazistă, iar ulterior a fost ocupată de către Uniunea Sovietică. După prăbușirea comunismului în Europa în anii 1990, țara devine o dictatură condusă de un guvernare coruptă cu legături strânse cu mafia.
Molvanîa este descrisă ca fiind o țară rurală foarte săracă, puternic poluată și sterpă din punct de vedere geografic. Infrastructura este deplorabilă, cu necesități ca electricitatea, apa potabilă, și canalizarea fiind foarte rar întâlnite, în general din cauza birocrației incompetente.
Oamenii din Molvanîa sunt portretizați ca fiind în general nepoliticoși, murdari, și uneori ușor psihotici, cu numeroase credințe și tradiții bizare și lipsite de logică. Sfântul ocrotitor al țării este Fiodor.

### Limba
Limba Molvaniană fictivă, este prezentată a fi atât de complicată încât ia în medie aproape 16 ani pentru a fi învățată.

### Drapelul
Drapelul Molvanîei este numit "Trikolor" în pofida faptul că constă din doar două culori, roșu și galben. Pe durata ocupației sovietice, drapelul avea secera și ciocanul galbene pe fundal roșu în colțul de stânga sus. După prăbușirea comunismului, Molvanîa a devenit una din puținele state ex-sovietice care a păstrat secera și ciocanul pe drapel, dar a mai adăugat și o mistrie în simbol.

### Comunicații
Molvanîa nu are o autoritate de reglementare pentru comunicațiile fără fir, prin urmare, este permisă utilizarea oricăror frecvențe. Cel puțin un producător de echipamente Wi-Fi a inclus Molvanîa ca o alegere în care se permite funcționarea pe o gamă de frecvență mai mare decât este în mod normal posibil.

## Criticism
Cartea a fost criticată de către fostul ministru britanic de stat pentru Europa, Keith Vaz, care a acuzat-o că exploatează prejudecățile despre Europa de Est.
El a spus că cartea este un pic "obraznică" deoarece "ea reflectă unele prejudecăți existente [despre estul Europei].
...partea tristă este că unii oameni ar putea crede de fapt, că această țară chiar există."

## Continuări
Alte ghiduri turistice de parodie au fost publicate ulterior, examinând țara Phaic Tăn din sud-estul Asiei (publicată în 2004) și San Sombrèro din America Latină (publicată în 2006).